# 斯洛文尼亞丘陵內聖三一市鎮
斯洛文尼亞丘陵內聖三一市鎮是斯洛維尼亞东北部的一個市镇，行政中心为斯洛維尼亞丘陵內聖三一。市镇面積为26平方公里，2002年人口数量为2,232人。聖三一教堂是當地地標。